# Europejska Rada ds. Ryzyka Systemowego
Europejska Rada ds. Ryzyka Systemowego (ERRS) – jest odpowiedzialna za sprawowanie nadzoru makroostrożnościowego nad systemem finansowym w Unii Europejskiej.
ERRS posiada Radę Generalną, Komitet Sterujący, Sekretariat, Doradczy Komitet Naukowy oraz Doradczy Komitet Techniczny.
Siedzibą ERRS jest Frankfurt nad Menem.
ERRS jest częścią Europejskiego Systemu Nadzoru Finansowego (ESNF), którego celem jest zapewnienie nadzoru nad systemem finansowym Unii.